# Abycendaua
Abycendaua is een kevergeslacht uit de familie van de boktorren (Cerambycidae). De wetenschappelijke naam van het geslacht werd voor het eerst geldig gepubliceerd in 1992 door Martins & Galileo.

## Soorten
Abycendaua is monotypisch en omvat slechts de volgende soort:
- Abycendaua duplicata (Bates, 1881)